# 前田利弘
前田 利弘（まえだ としひろ、1929年（昭和4年）2月24日 - ）は、昭和期の華族（子爵）。

## 経歴
加賀前田家第16代当主前田利為侯爵の三男として生まれる。1933年3月5日、大聖寺前田家当主の前田利満がメキシコに永住することとなり隠居したため、同年4月1日、利満の母・亀子の養子となり子爵を襲爵した。
学習院高等科、慶應義塾大学経済学部を卒業し、安宅産業に入社した。1952年、設立間もない日本航空に入り、ニューヨーク支店、マドリード支店などで勤務後、社員教育の主任教官となり後進を指導した。
旧藩主家当主として首都圏在住の加賀市出身者の郷友会「東京加賀江沼のもん会」名誉会長を務めている。

## 系譜
- 実父：前田利為
- 実母：前田菊子
- 養母：前田亀子（前田利彭の妻）
- 妻：三和子
- 子：肇